# Phare de Hoylake
Le phare de Hoylake est un ancien phare construit à Hoylake, une station balnéaire situé au coin nord-ouest de la péninsule de Wirral, dans le comté de Merseyside en Angleterre. Il est désaffecté depuis 1886.
Il est maintenant protégé en tant que monument classé du Royaume-Uni de Grade II depuis janvier 1988.

## Histoire
Pour faciliter un accès sûr dans la zone d'ancrage de Hoylake, deux phares ont été construits en 1763. la lumière basse (Low light) était une structure en bois qui pouvait être déplacée selon des marées différentes et au changement des bancs de sable pour rester alignée à la lumière haute (High light), qui était une construction permanente n brique.
Ces deux structures ont été reconstruites un siècle plus tard, en 1865. Le phare supérieur est une d'une tour octogonale en brique de 17 m de haut qui a été mis en service le 14 mai 1886. Désaffecté en 1886 il est maintenant partie une résidence privée. Le phare inférieur, plus près du rivage, a été désactivé en 1908 et démoli en 1922.
Identifiant : ARLHS : ENG-055 .

### Lien connexe
- Liste des phares en Angleterre